# Neško Milovanović
Neško Milovanović, né le 4 décembre 1974, est un footballeur serbe.

## Parcours en tant qu’entraîneur
- 2011-sep. 2011 :  FK Novi Pazar
- oct. 2011 :  Metalac Gornji Milanovac
- sep. 2012-déc. 2012 :  FK Mladost Lučani
- jan. 2013-2013 :  FK SLoga Kraljevo
- oct. 2014-août 2015 :  FK Radnicki Kragugevac
- sep. 2016-nov. 2016 :  FK Radnik Surdulica
- avr. 2017-2017 :  FK Novi Pazar
- fév. 2019-avr. 2019 :  FK Novi Pazar
- jan. 2020-2022 :  FK Šumadija 1903
- depuis sep. 2022 :  FC Slivnishki Geroy